# Alopeke
Alopeke (altgriechisch Ἀλωπεκή) war ein Demos des antiken Athen.
Er gehörte zum städtischen Drittel (trittys) der Phyle Antiochis und war einer der größten Demen, weshalb der Ort auch zehn oder zwölf Mitglieder in den Athener Rat (boulḗ) entsandte. Alopeke lag etwa zwei Kilometer südöstlich der antiken Ringmauer Athens, etwa dort, wo sich heute die Stadtteile Dafni und Ymittos erstrecken.
Aus Alopeke stammten u. a. der athenische Staatsmann Aristeides sowie der berühmte Philosoph Sokrates, der hier mit seiner Ehefrau Xanthippe sowie seinen Söhnen Lamprokles, Sophroniskos und Menexenos lebte. Auch das Anwesen von Kriton, dem wohlhabenden Gönner des Sokrates, und der Familiensitz des Millionärs Kallias, des Sohnes des Hipponikos, der zu seiner Zeit als der reichste Mann Griechenlands galt, befanden sich in Alopeke. Man kann daraus wohl schließen, dass der vor den Toren der attischen Hauptstadt gelegene Flecken damals ein beliebter Wohnort für die wohlhabende Oberschicht Athens gewesen ist.